# Château de Masse
Ne pas confondre avec le Château de Masse (Corcelles-les-Arts), près de Beaune en Côte-d'Or.
Le château de Masse est un château situé sur la commune d'Espalion, dans département de l'Aveyron, en France.
Il fait l'objet d'une protection au titre des monuments historiques.

## Localisation
Le château de Masse est situé dans le quart nord-est du département français de l'Aveyron, trois kilomètres au nord-est du centre-ville d'Espalion.

## Historique
Le château de Masse a été bâti au XVe siècle.
Ancien grenier à blé de l'abbaye de Bonneval jusqu'à la Révolution[réf. nécessaire], il est devenu une propriété privée.
L'édifice est inscrit au titre des monuments historiques le 5 mars 1928.

## Galerie

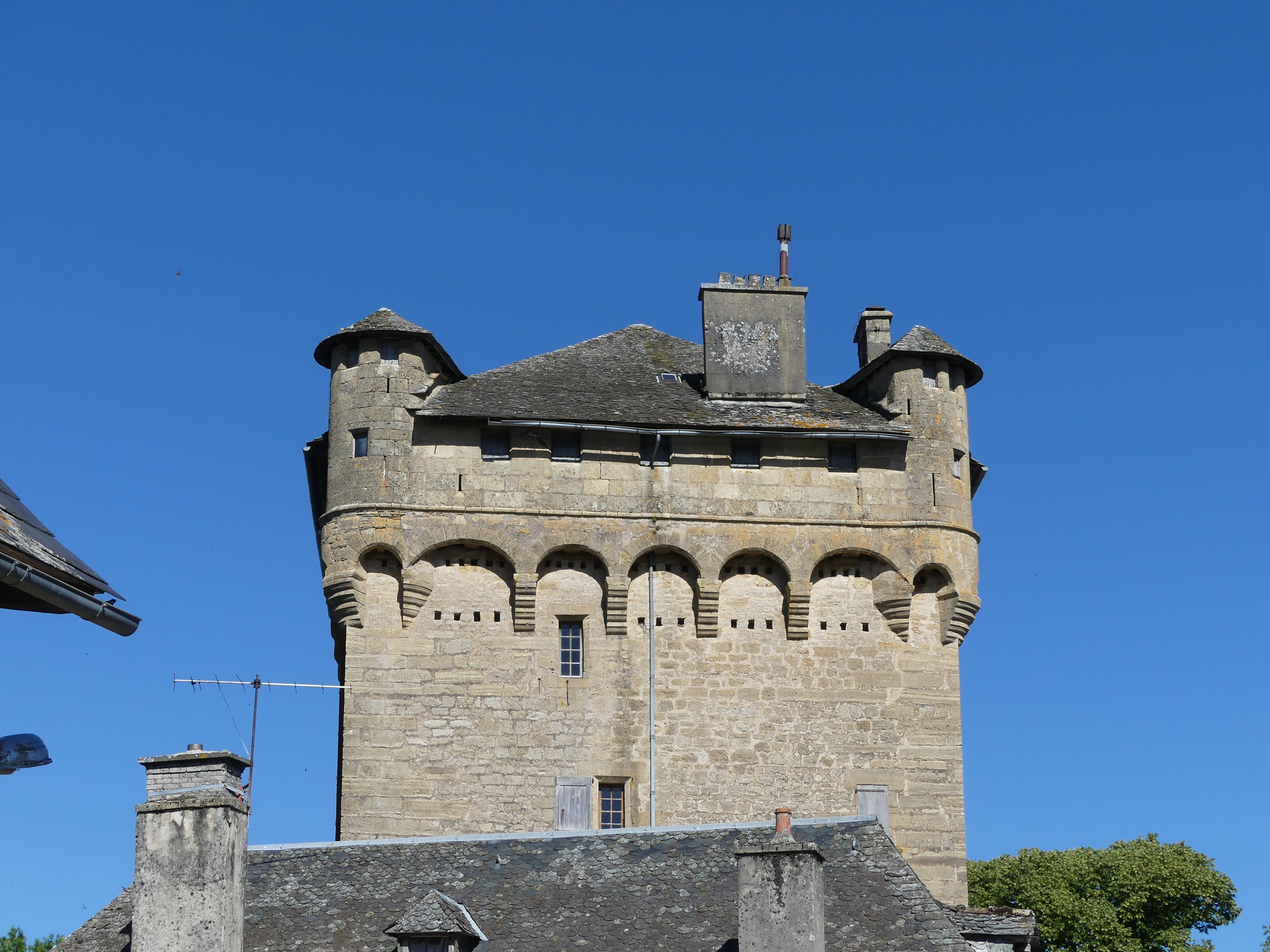
La partie supérieure.
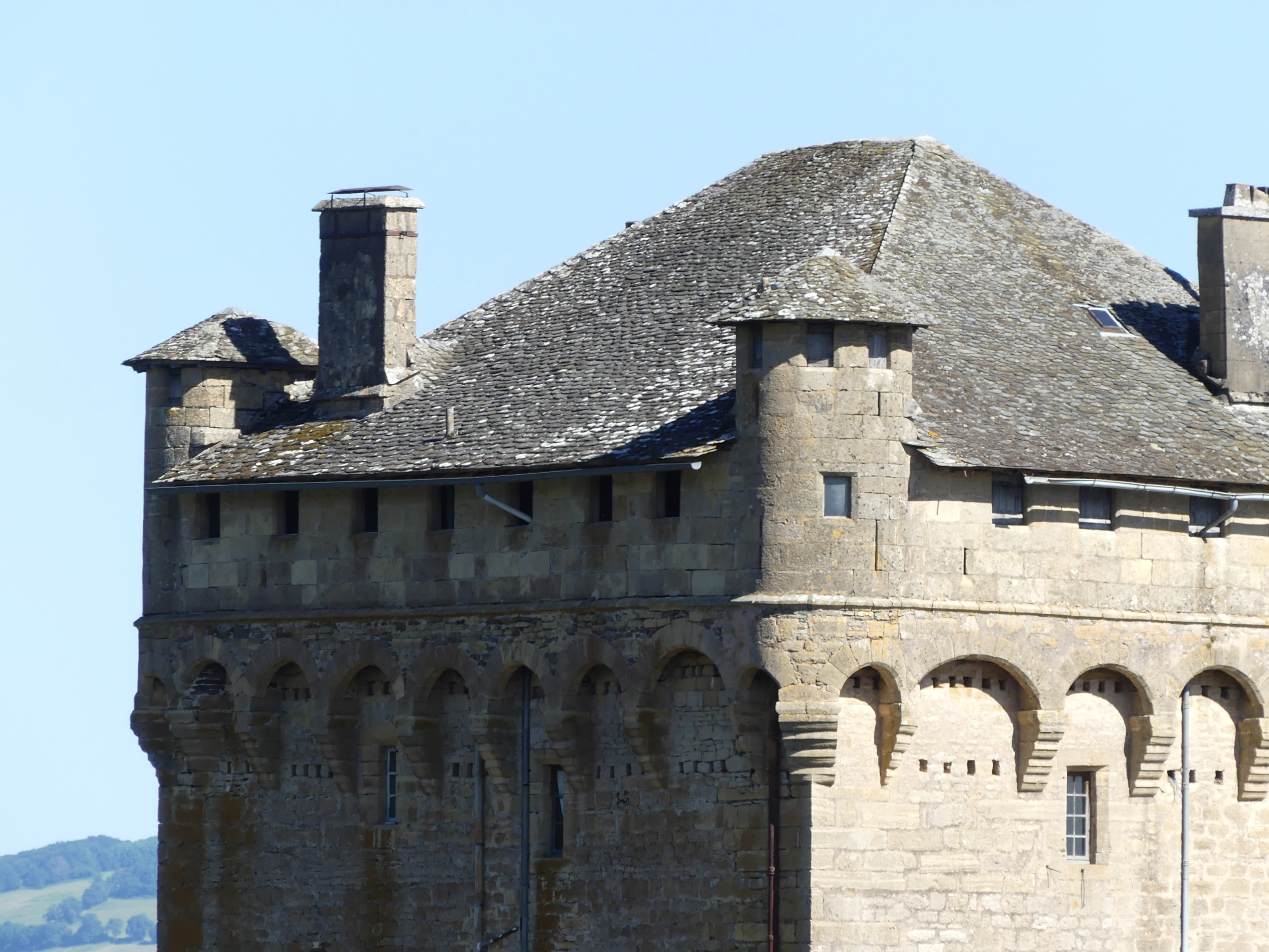
Chemin de ronde et échauguettes.
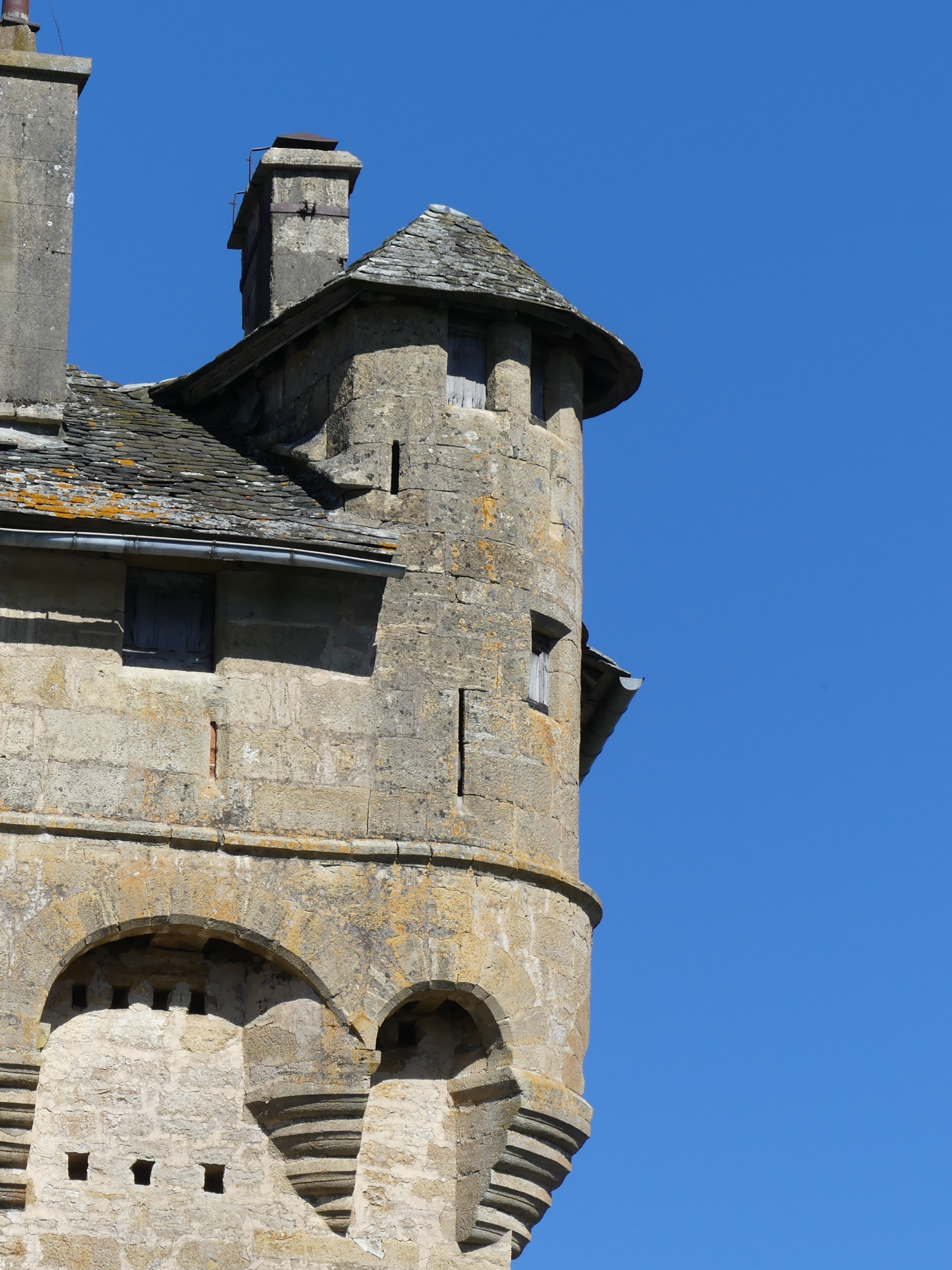
Une échauguette.